# Kendall Waston
Kendall Waston est un footballeur international costaricien né le 1er janvier 1988 à San José. Il joue au poste de défenseur central avec le Deportivo Saprissa.

## Biographie

### En club
Le 8 août 2014, Waston s'engage avec les Whitecaps de Vancouver en MLS.
Le 11 décembre 2018, Waston est transféré au FC Cincinnati en retour de 850.000 $ et une place de joueur étranger.
Le 3 novembre 2022, il est sélectionné par Luis Fernando Suárez pour participer à la Coupe du monde 2022.

## Palmarès
- Invierno en 2014, 2012 et 2010
- Playoffs Clausura 2014